# Nafeasita
La nafeasita és un mineral de la classe dels fosfats. Rep el nom per la composició, que inclou sodi (en llatí, NAtrium), ferro (FERrum) i arsènic (= As).

## Característiques
La nafeasita és un arsenat de fórmula química Na₃Fe3+₃(AsO₃OH)₆·3H₂O. Va ser aprovada com a espècie vàlida per l'Associació Mineralògica Internacional l'any 2022, sent publicada el mateix any. Cristal·litza en el sistema monoclínic.
Les mostres que van servir per a determinar l'espècie, el que es coneix com a material tipus, es troben conservades a les col·leccions del Museu Mineralògic d'Hamburg (Alemanya), amb el número de catàleg: md760, i a les col·leccions mineralògiques del Museu d'Història Natural del Comtat de Los Angeles, a Los Angeles (Califòrnia) amb els números de catàleg: 76193 i 76194.

## Formació i jaciments
Va ser descoberta a la mina Torrecillas, situada a Salar Grande, dins la província d'Iquique (Regió de Tarapacá, Xile). Aquesta mina xilena és l'únic indret de tot el planeta on ha estat descrita aquesta espècie mineral.